# Scleria secans
Espèce
Classification APG III (2009)
Synonymes
- Arundo farcta Aubl.
- Mastigoscleria reflexa (Kunth) Nees
- Schoenus secans L. - Basionyme
- Scleria boivinii Steud.
- Scleria caricifolia Schrad. ex Nees
- Scleria flagellum Sw.
- Scleria reflexa Kunth
- Scleria renggeriana Steud.
- Scleria setulosociliata Boeckeler
- Scleria weigeltiana Schrader ex Boeckeler[1]

Scleria secans est une espèce de plante herbacée lianescente, appartenant à la famille des Cyperaceae, commune dans la végétation secondaire en Guyane, appelée herbe-couteau ou herbe-rasoir (razor-grass en anglais).

## Histoire naturelle
En 1775, le botaniste Aublet rapporte ceci de cette espèce : 

« Cette plante eſt nommée par les habitans de Caïenne, Liane coupante. M'étant égaré le ſoir dans une forêt d'Aroura, j'appris a connoitre l'effet de cette plante, qui coupa mes habits & mes bottes. »

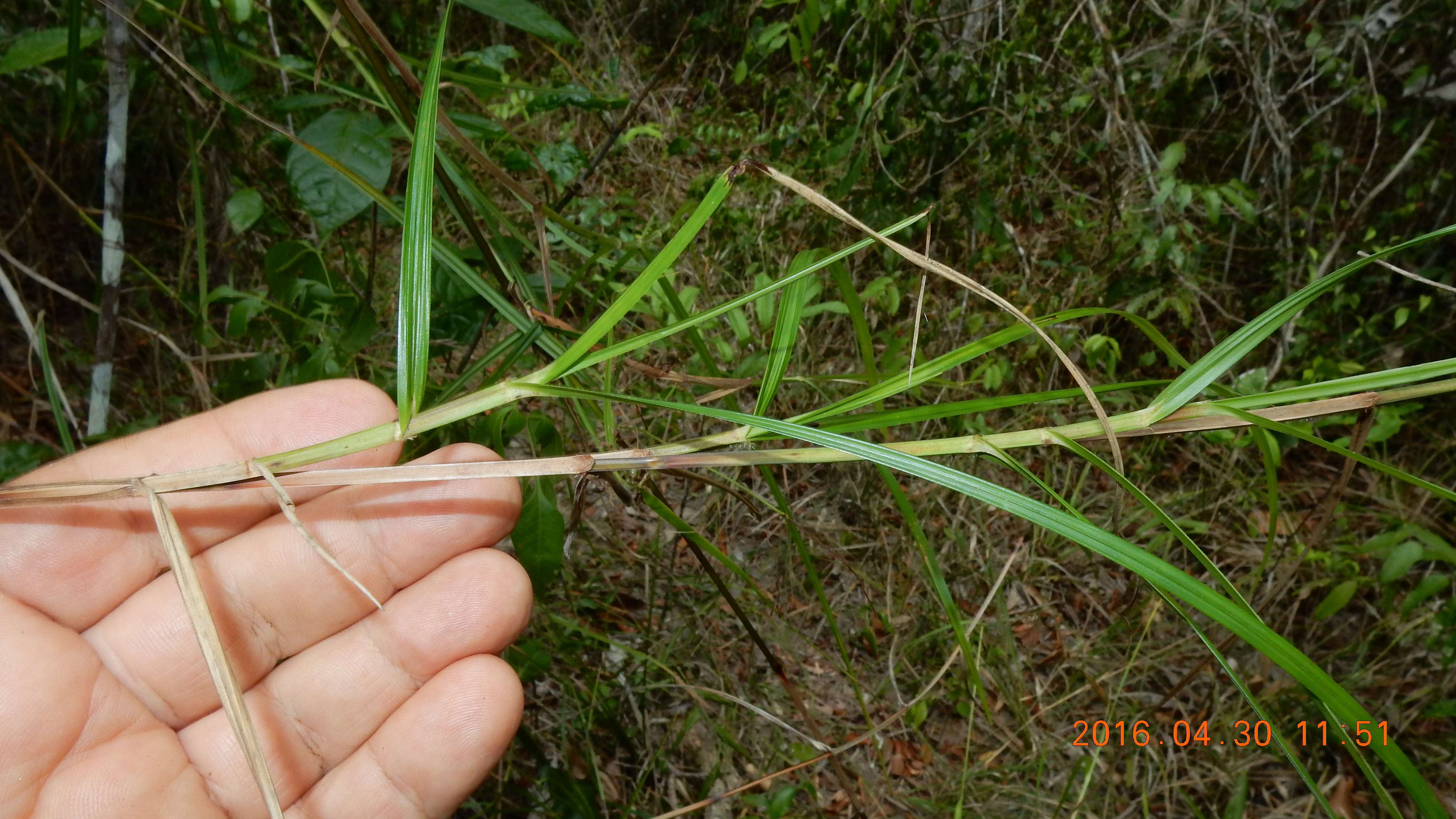
rameau de Scleria secans
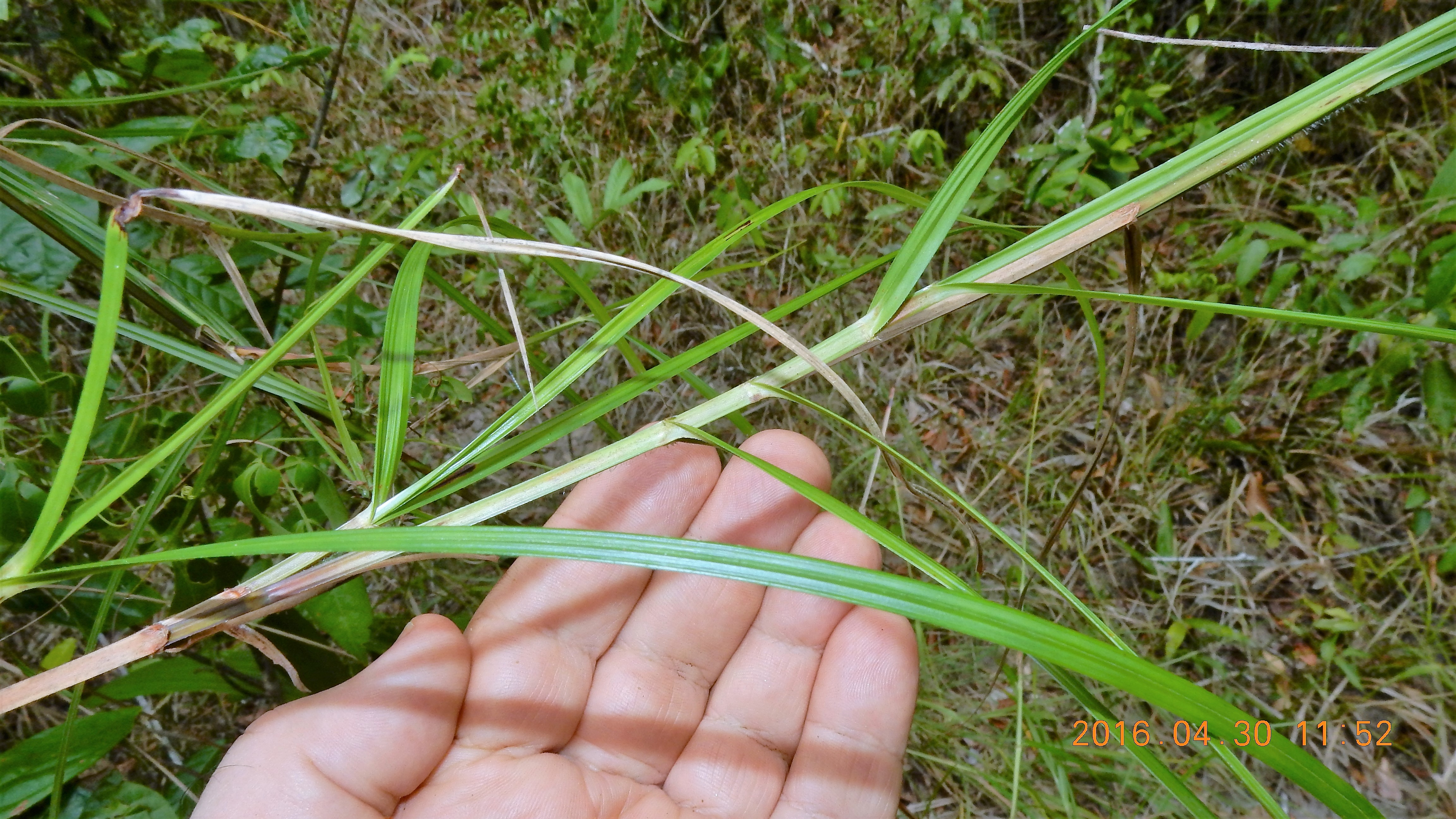
Feuilles coupantes de Scleria secans
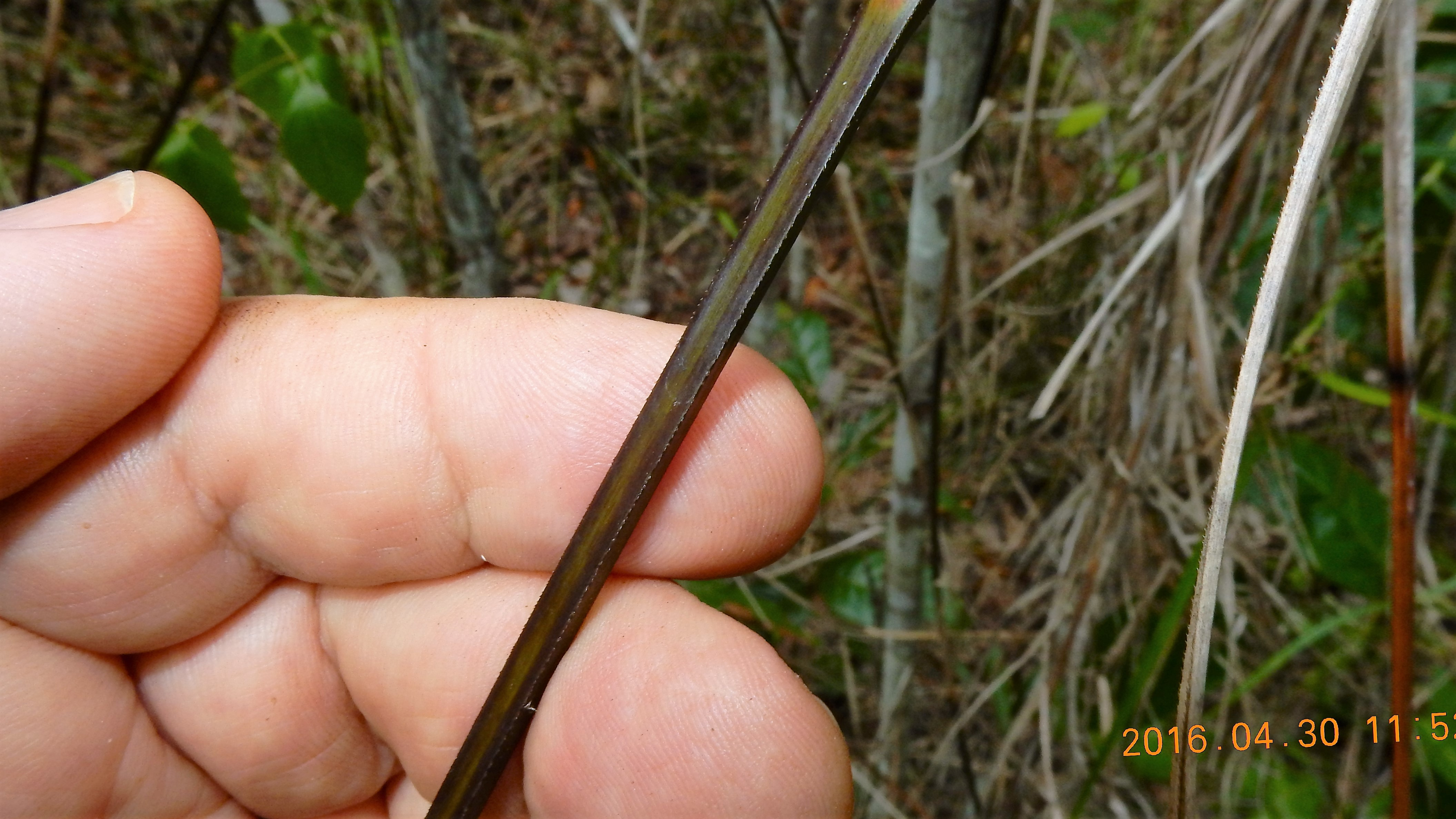
Tige coupante de Scleria secans
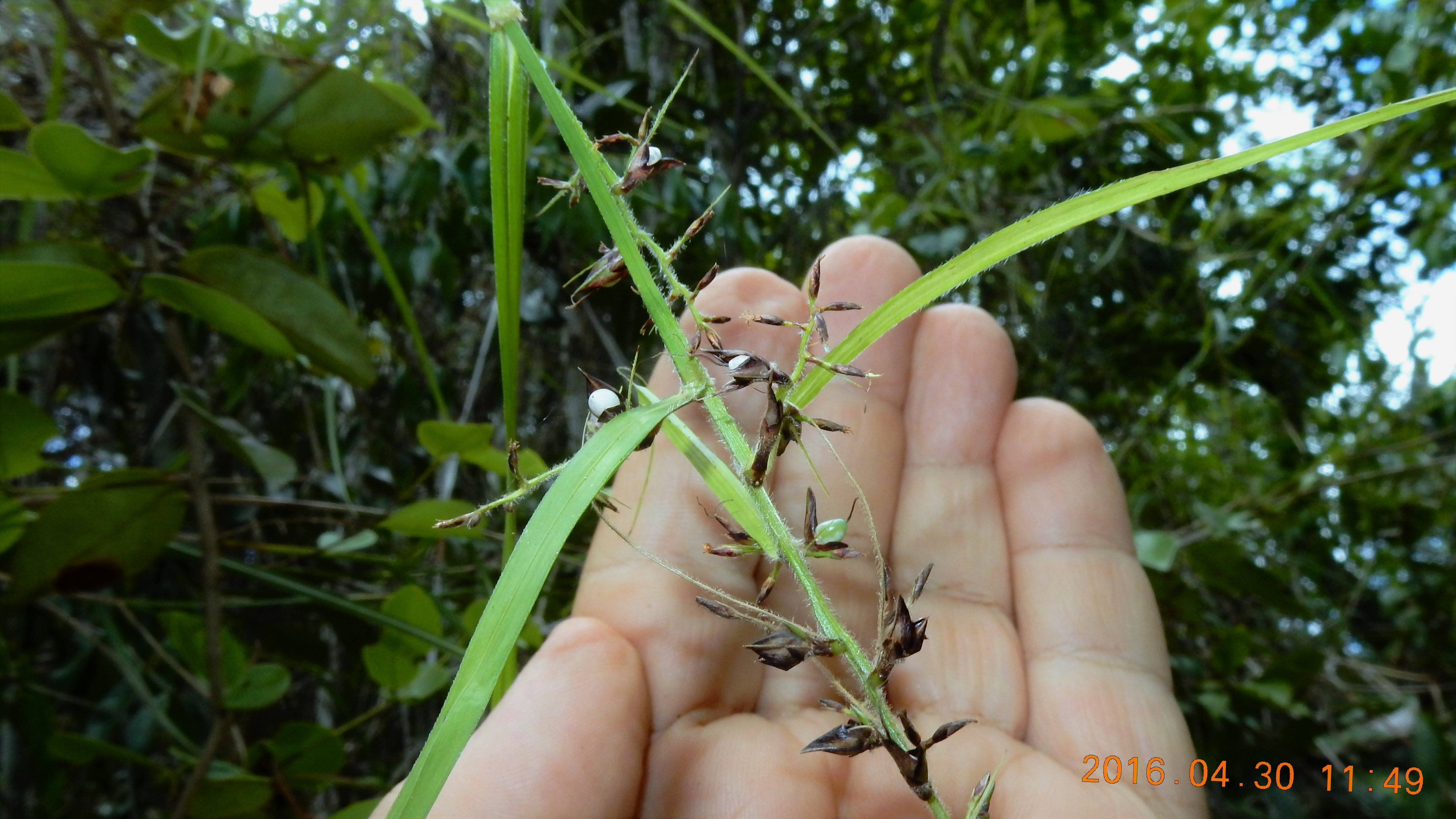
Inflorescence de Scleria secans
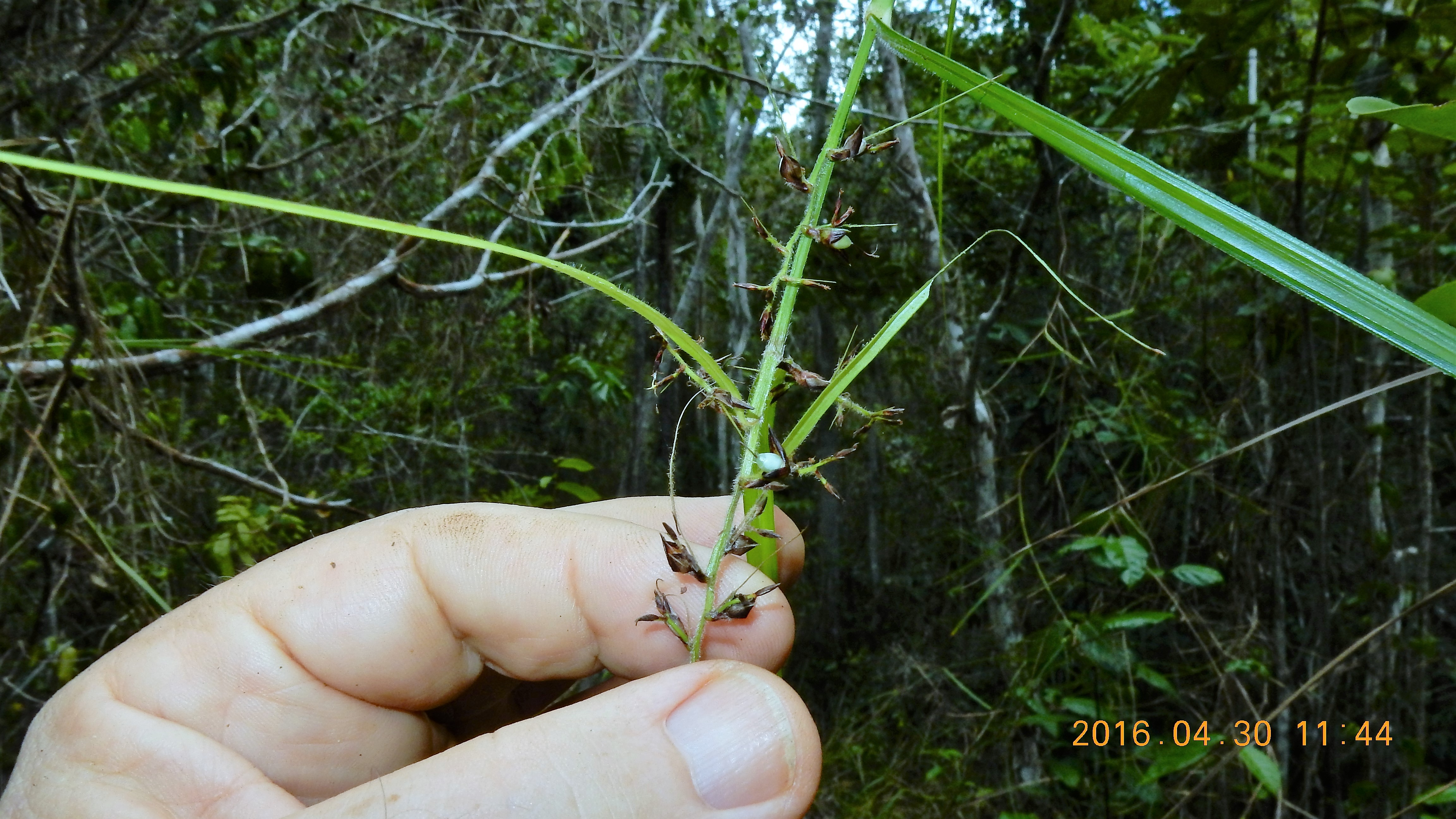
Inflorescence de Scleria secans
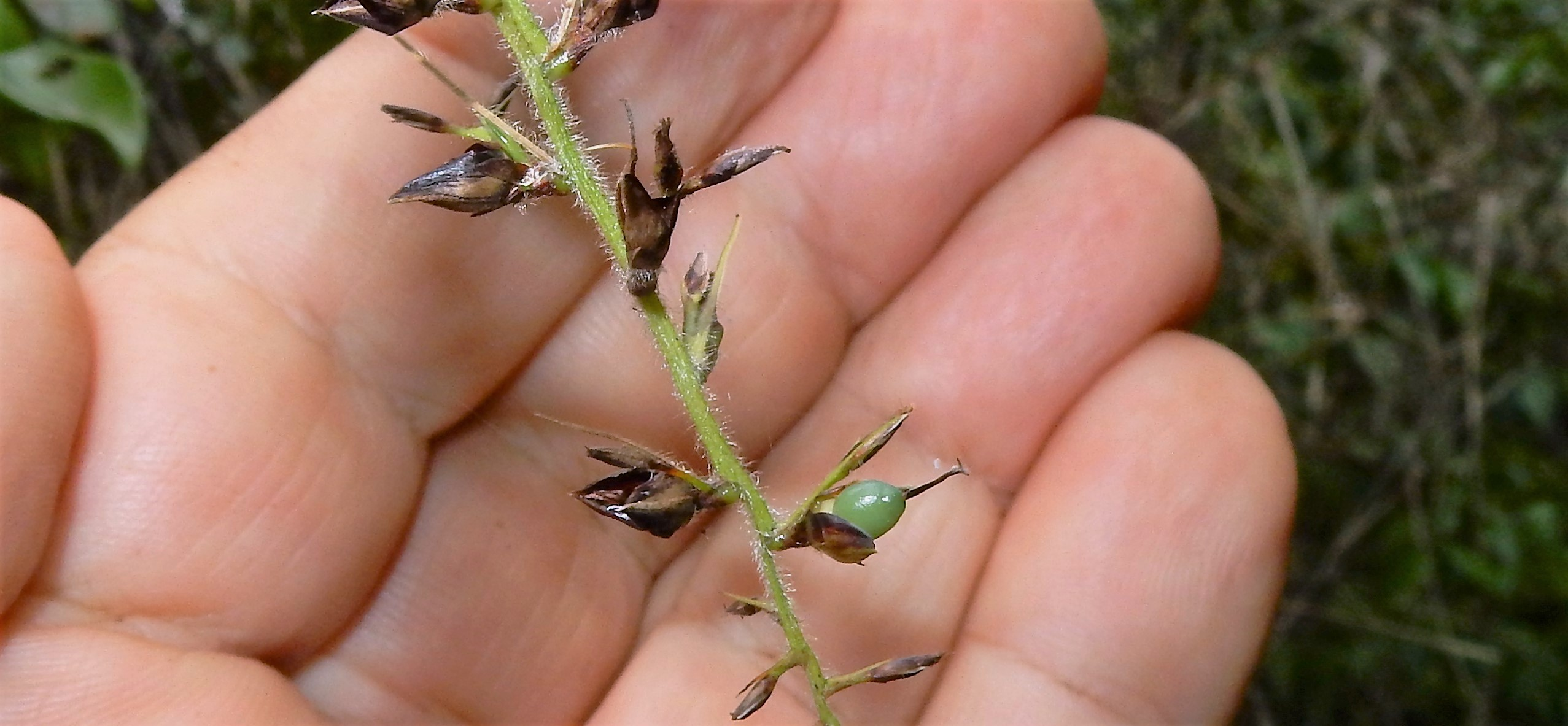
Jeune akène de Scleria secans